# Vullnet Basha
Vullnet Xhevat Basha (Lausanne, 11 juli 1990) is een Albanees-Zwitsers voormalig voetballer die doorgaans speelde als middenvelder. Tussen 2006 en 2024 was hij actief voor Lausanne-Sport, Grashoppers, Neuchâtel Xamax, FC Sion, Real Zaragoza, Ponferradina, UCAM Murcia, Wisła Kraków, Ionikos en opnieuw Wisła Kraków. Basha maakte in 2013 zijn debuut in het Albanees voetbalelftal. Zijn broer Migjen Basha is eveneens profvoetballer.

## Clubcarrière
Basha werd als kind van Albanese ouders geboren in het Zwitserse Lausanne. Hij sloot zich op elfjarige leeftijd aan bij de jeugdopleiding van Lausanne-Sport, waar hij in 2006 doorbrak in het eerste elftal. Na daar vier seizoenen actief te zijn geweest, verkaste hij naar Grashoppers. Daar kwam hij echter niet veel in actie, al gold dat ook voor de club waar hij daarna speelde, Neuchâtel Xamax. In 2012 werd Basha aangetrokken door FC Sion, waarvoor hij wel regelmatig in actie mocht komen. In de zomer van 2014 werd hij voor één seizoen verhuurd aan Real Zaragoza. Bij Zaragoza speelde hij drieëntwintig wedstrijden. In de zomer van 2015 werd hij transfervrij overgenomen door Ponferradina. Na een jaar werd UCAM Murcia zijn derde Spaanse werkgever. Medio 2017 nam Wisła Kraków de middenvelder transfervrij over en hij tekende voor één jaar. Aan het einde van het seizoen 2017/18 kwam er één jaar bij. Een jaar later voegde Wisła nog een seizoen toe aan de verbintenis. In de zomer van 2021 nam Ionikos de Albanees over. Een jaar later keerde Basha terug naar Wisła Kraków. In de zomer van 2024 besloot Basha op vierendertigjarige leeftijd een punt te zetten achter zijn actieve loopbaan.

## Interlandcarrière
Basha maakte zijn debuut in het Albanees voetbalelftal op 14 augustus 2013. Op die dag werd een vriendschappelijke wedstrijd tegen Armenië met 2–0 gewonnen door doelpunten van Valdet Rama en Ergys Kaçe. Van bondscoach Gianni De Biasi mocht hij een kwartier voor het einde van de wedstrijd Amir Abrashi vervangen. De andere debutanten dit duel waren Abrashi, Shkëlzen Gashi (beiden Grasshoppers) en Jürgen Gjasula (Litex Lovetsj).
| Interlands van Vullnet Basha voor Albanië | Interlands van Vullnet Basha voor Albanië | Interlands van Vullnet Basha voor Albanië | Interlands van Vullnet Basha voor Albanië | Interlands van Vullnet Basha voor Albanië | Interlands van Vullnet Basha voor Albanië |                        |
| №                                         | Datum                                     | Wedstrijd                                 | Uitslag                                   | Competitie                                | Goals                                     |                        |
| Als speler bij FC Sion                    | Als speler bij FC Sion                    | Als speler bij FC Sion                    | Als speler bij FC Sion                    | Als speler bij FC Sion                    | Als speler bij FC Sion                    | Als speler bij FC Sion |
| ----------------------------------------- | ----------------------------------------- | ----------------------------------------- | ----------------------------------------- | ----------------------------------------- | ----------------------------------------- | ---------------------- |
| 1                                         | 14 augustus 2013                          | Albanië – Armenië                         | 2 – 0                                     | Vriendschappelijk                         |                                           |                        |